# Laura Veirs
Laura Veirs (ur. w 1973 w Colorado Springs) – amerykańska wokalistka, kompozytorka i pieśniarka (ang. singer-songwriter).
Studiowała geologię oraz standardowy język chiński. Pierwsze próby pisania piosenek podjęła podczas geologicznej ekspedycji badawczej do Chin, gdzie pracowała jako tłumacz. W 1999 wydała swój pierwszy album, Laura Veirs nagrany na żywo i złożony wyłącznie z gitary oraz jej głosu. Od następnej płyty jej stałym producentem jest Tucker Martine, a od płyty Troubled by the Fire towarzyszyli jej inni muzycy, np. Bill Frisell. Szósta płyta studyjna, Saltbreakers wydana w kwietniu 2007 zdobyła uznanie i dobre recenzje, także w Polsce.
Veirs mieszka w Portland. Koncertuje w Europie, Stanach Zjednoczonych i Australii, często towarzyszy jej zespół Saltbreakers, na który składają się Karl Blau (gitara basowa, gitara), Steve Moore (instrumenty klawiszowe) oraz Tucker Martine (perkusja). Występuje także gościnnie na płytach innych wykonawców, m.in. w utworze Yankee Bayonet na płycie The Crane Wife The Decemberists.

## Dyskografia
- Laura Veirs (1999)
- The Triumphs and Travails of Orphan Mae (2001, reedycja 2005)
- Troubled by the Fire (2003)
- Lore of Ears (2004, live)
- Carbon Glacier (2004)
- Year of Meteors (2005)
- Saltbreakers (2007)
- EP Two Beers Veirs (2008)
- July Flame (2010)
- Tumble Bee: Laura Veirs Sings Folk Songs for Children (2011)